# Frederic Ullman Jr.
Frederic Ullman Jr. est un producteur de cinéma américain né le 19 avril 1903 à Buffalo (État de New York) et mort le 26 décembre 1948 à Los Angeles (Californie).

## Biographie
Il a notamment été à l'origine de la série de documentaires This is America.

## Filmographie partielle
- 1949 : Une incroyable histoire (The Window) de Ted Tetzlaff
- 1947 : Passport to Nowhere (en)
- 1947 : This Is America: San Francisco-Pacific Gateway
- 1943 : Letter to a Hero (en) de Larry O'Reilly
- 1942 : Conquer by the Clock (en) de Frederic Ullman Jr. et Slavko Vorkapich
- 1933 : This Is America

## Nominations
- Oscars 1943[2] : Oscar du meilleur film documentaire pour Conquer by the Clock (en)
- Oscars 1944[3] : Oscar du meilleur court métrage en prises de vues réelles pour Letter to a Hero (en)
- Oscars 1948[4] : Oscar du meilleur court métrage documentaire pour Passport to Nowhere (en)
- BAFA 1950[5] : British Academy Film Award du meilleur film pour Une incroyable histoire (The Window)